# Grimmia dissimulata
Grimmia dissimulata là một loài Rêu trong họ Grimmiaceae. Loài này được E. Maier mô tả khoa học đầu tiên năm 2002.